# Tahkuna
Tahkuna (Duits: Tachkona) is een plaats in de Estlandse gemeente Hiiumaa, provincie (en eiland) Hiiumaa. De plaats heeft de status van dorp (Estisch: küla).
Tahkuna lag tot in oktober 2013 in de gemeente Kõrgessaare, daarna tot in oktober 2017 in de gemeente Hiiu en sindsdien in de fusiegemeente Hiiumaa.

## Bevolking
De ontwikkeling van het aantal inwoners blijkt uit het volgende staatje:
| Jaar            | 2000 | 2011 | 2017 | 2019 | 2021 |
| --------------- | ---- | ---- | ---- | ---- | ---- |
| Aantal inwoners | 2    | 2    | 5    | 7    | 6    |

## Geografie
De plaats ligt aan de noordpunt van een schiereiland dat ook Tahkuna heet en is daarmee de meest noordelijke plaats van het eiland Hiiumaa. Het schiereiland eindigt in de kaap Tahkuna nina. In onbruik geraakte namen voor de kaap zijn Simpernäs, Sibbenis en Sibbenitze. Ten westen van de kaap ligt de Baai van Meelste, een onderdeel van de Oostzee. De vuurtoren staat aan de oostkant van de kaap.
Een deel van het dorp ligt in het natuurreservaat Tahkuna looduskaitseala (18,6 km²).

## Geschiedenis
Tahkuna werd voor het eerst genoemd in 1564 onder de naam Takana. In 1565 werd het dorp Thakama of Thakamaby genoemd, in 1600 heette het Tackenem en in 1798 Tahkona. Het was een vissersdorp, maar de bewoners waren ook verplicht als loods op te treden. Vanaf 1633 lag het op het landgoed van Hohenholm (Kõrgessaare).
Tussen 1977 en 1997 viel Tahkuna onder het buurdorp Malvaste.

## Vuurtoren
De vuurtoren van Tahkuna is in 1873 door de regering van het keizerrijk Rusland, waar Estland toen onder viel, besteld in Parijs. In 1875 werd de vuurtoren op de huidige plaats opgebouwd uit geprefabriceerde elementen uit gietijzer, die in Frankrijk waren vervaardigd. De toren is 42,7 meter hoog. Daarmee is ze de hoogste vuurtoren van Estland. Het licht is 18 zeemijlen verderop nog te zien. De vuurtoren wordt ook gebruikt als tentoonstellingsruimte.
In de omgeving van de vuurtoren liggen een café annex souvenirwinkel, een groep stenen die in het patroon van een doolhof zijn gelegd en een metaalconstructie waarin een bel is opgehangen. Het is een monument voor de kinderen die om het leven zijn gekomen bij de ramp van de veerboot Estonia in de nacht van 27 op 28 september 1994. De bel luidt als de wind met dezelfde kracht en uit dezelfde richting waait als de wind toen. Mati Karmin is de ontwerper van het monument.
Op 21 oktober 1941 viel Tahkuna als laatste dorp van Hiiumaa in handen van de Duitse invasietroepen. In de omgeving van de vuurtoren staat ook een monument voor de matrozen van de Sovjetmarine die daarbij zijn gesneuveld.
Ten slotte ligt in de omgeving van de vuurtoren ook een zwerfsteen met de afmetingen 11 × 8 × 4 meter, de Tahkuna rahn of Tahkuna hiidrahn. Van de zeemanskapel die hier ook heeft gestaan, is niets meer over.

## Verdedigingswerken langs de kust
Tahkuna is door zijn ligging aan het uiteinde van een schiereiland een logische plaats voor verdedigingswerken en een observatiepunt. Tijdens de Eerste Wereldoorlog werd bij het buurdorp Lehtma een haven aangelegd als onderdeel van de Zeevesting Keizer Peter de Grote, een reeks verdedigingswerken langs de kust van Estland. In 1914 was al een smalspoorlijn tussen Tahkuna en de haven van Lehtma aangelegd, een afstand van 6 kilometer. Met de spoorlijn werd materiaal vervoerd om een kustbatterij te bouwen op korte afstand van de haven, maar op het grondgebied van Tahkuna. Het tracé van de spoorlijn is nog te volgen. In 1917 vielen de verdedigingswerken in Duitse handen. Eind 1918 vertrokken de Duitsers weer. In de tijd van de Republiek Estland (1918-1940) werd de kustbatterij ontmanteld, maar in 1939 werd ze toch weer even opgebouwd door het Rode Leger. Als gevolg van het Molotov-Ribbentroppact was Estland in de Sovjetinvloedssfeer terechtgekomen en was in het land een Sovjetbezettingsmacht gestationeerd.
De restanten van de verdedigingswerken zijn nog steeds te bezichtigen. Een vroegere basis van de kustwacht is ingericht als militair museum (Estisch: Hiiumaa Militaarmuuseum). Het museum heeft een collectie wapens, legervoertuigen, uniformen en observatie-apparatuur.

## Foto's

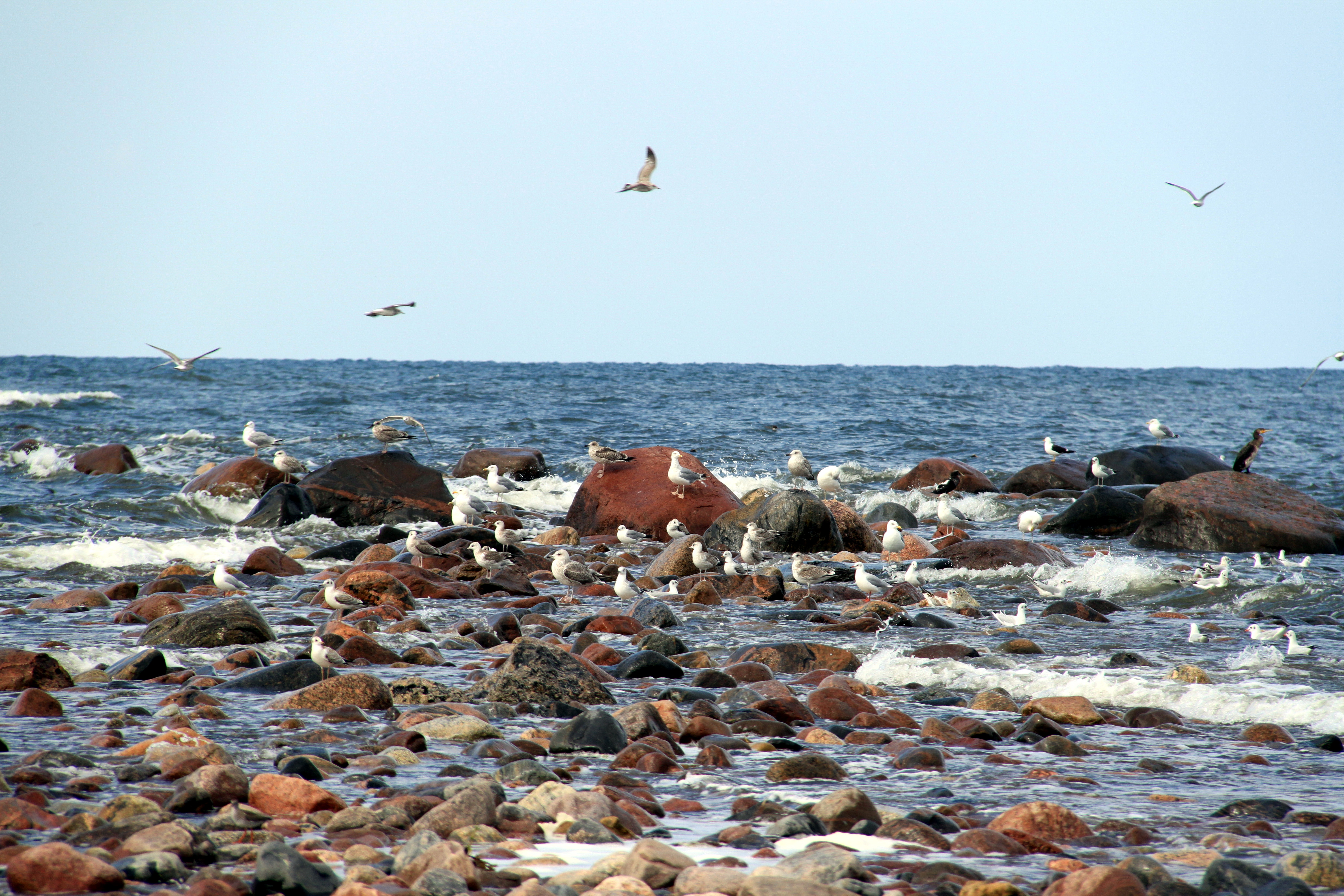
De kaap Tahkuna nina
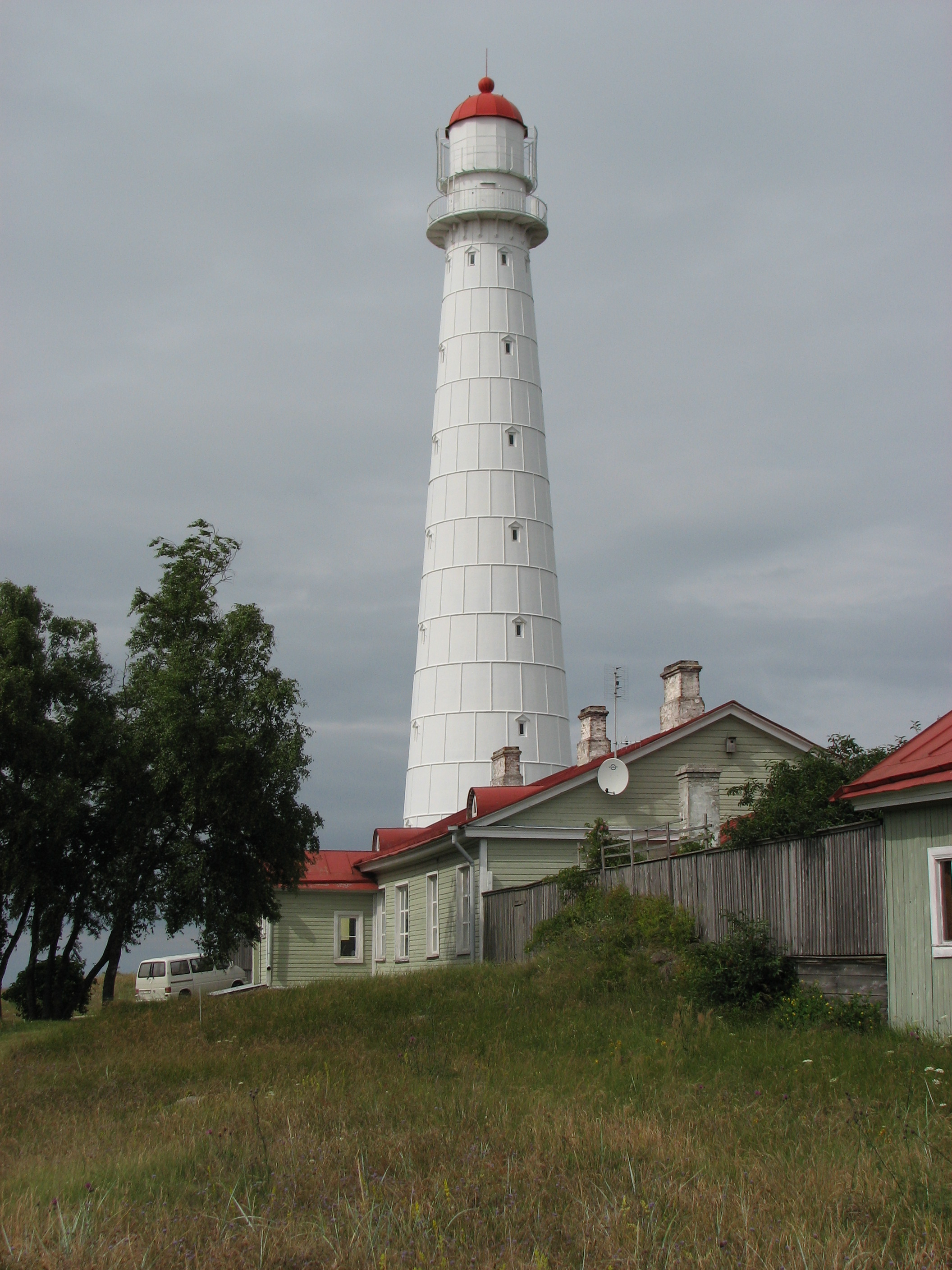
De vuurtoren
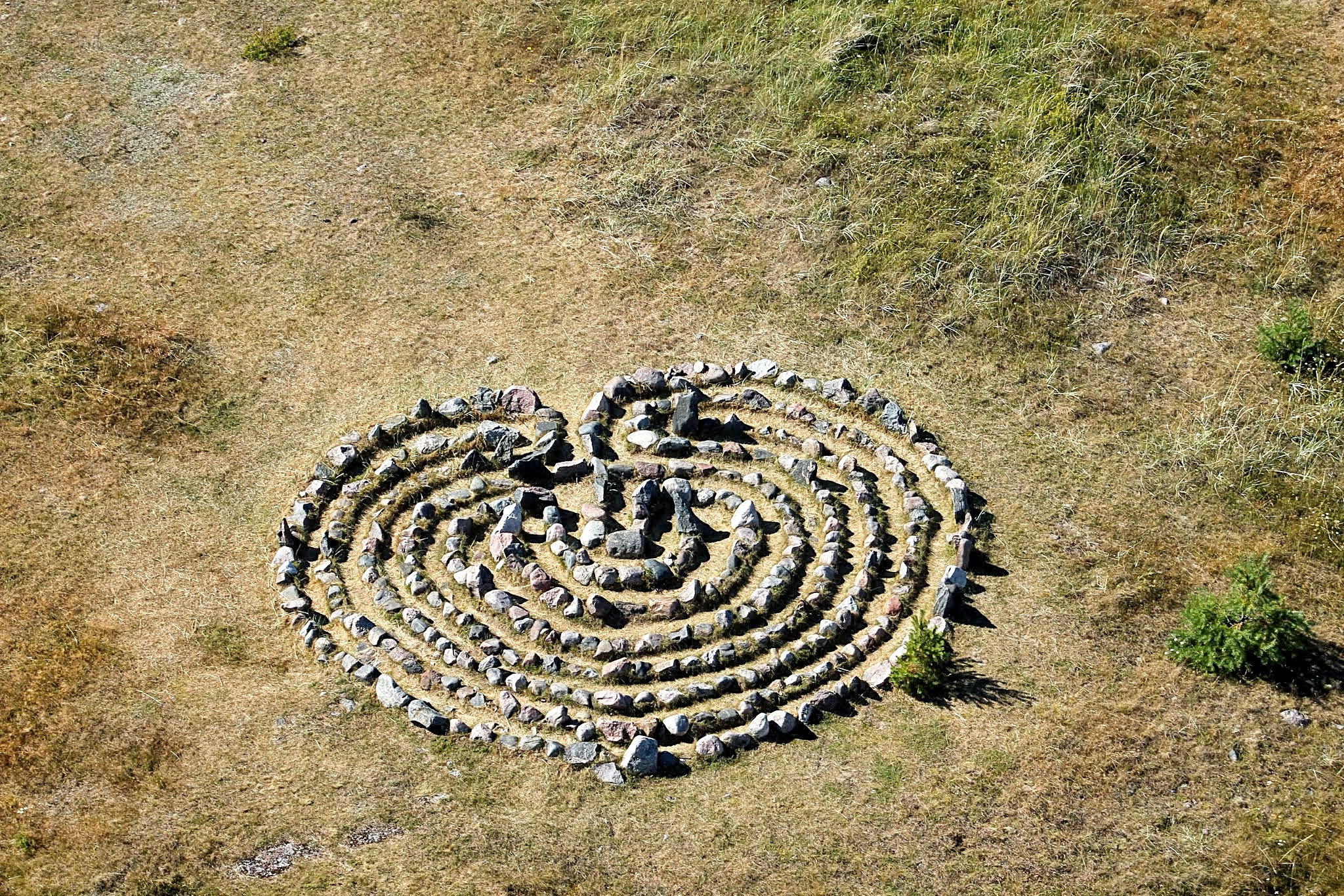
Het doolhof, vanaf de vuurtoren gezien
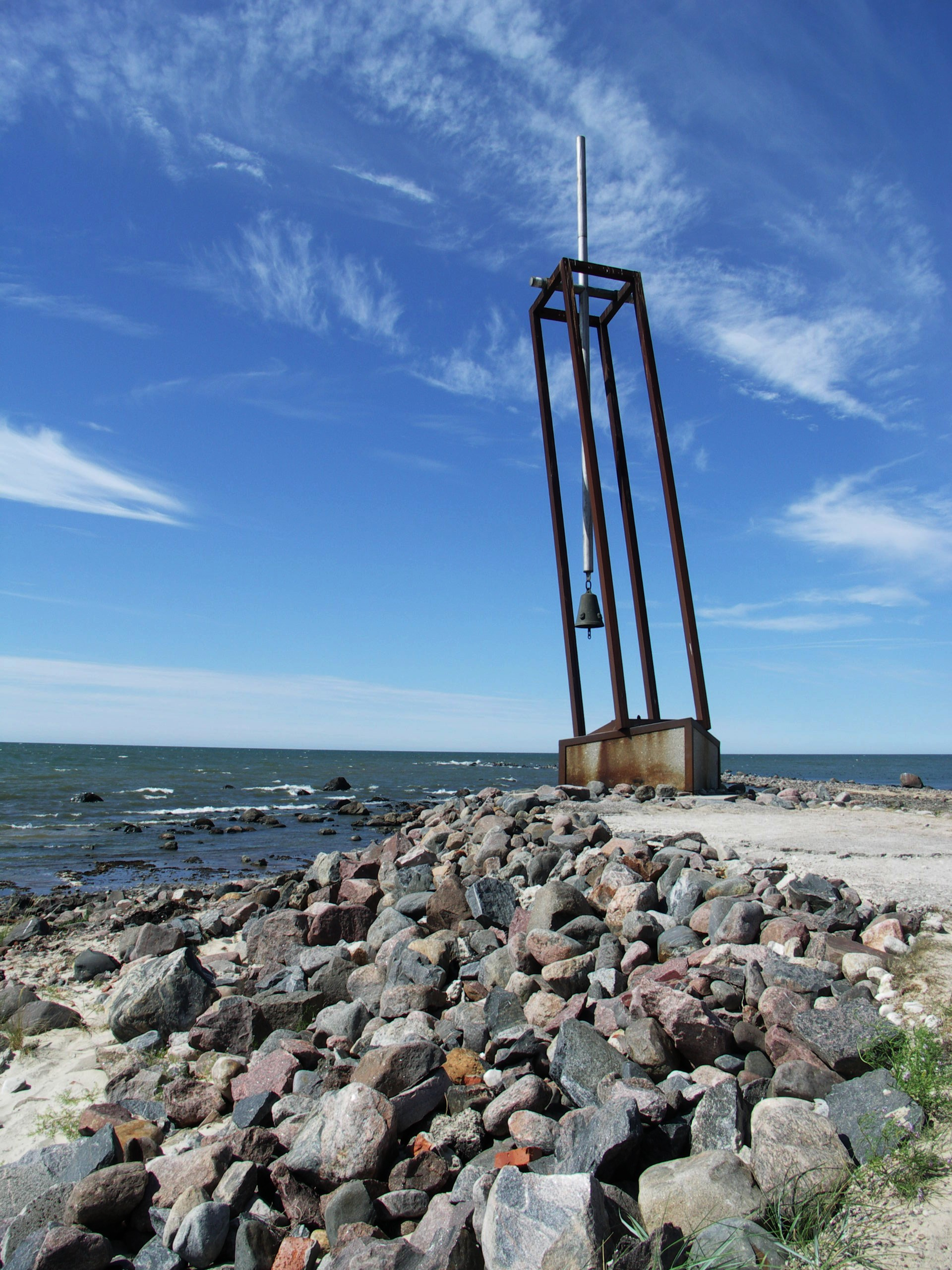
Monument voor de ramp met de Estonia
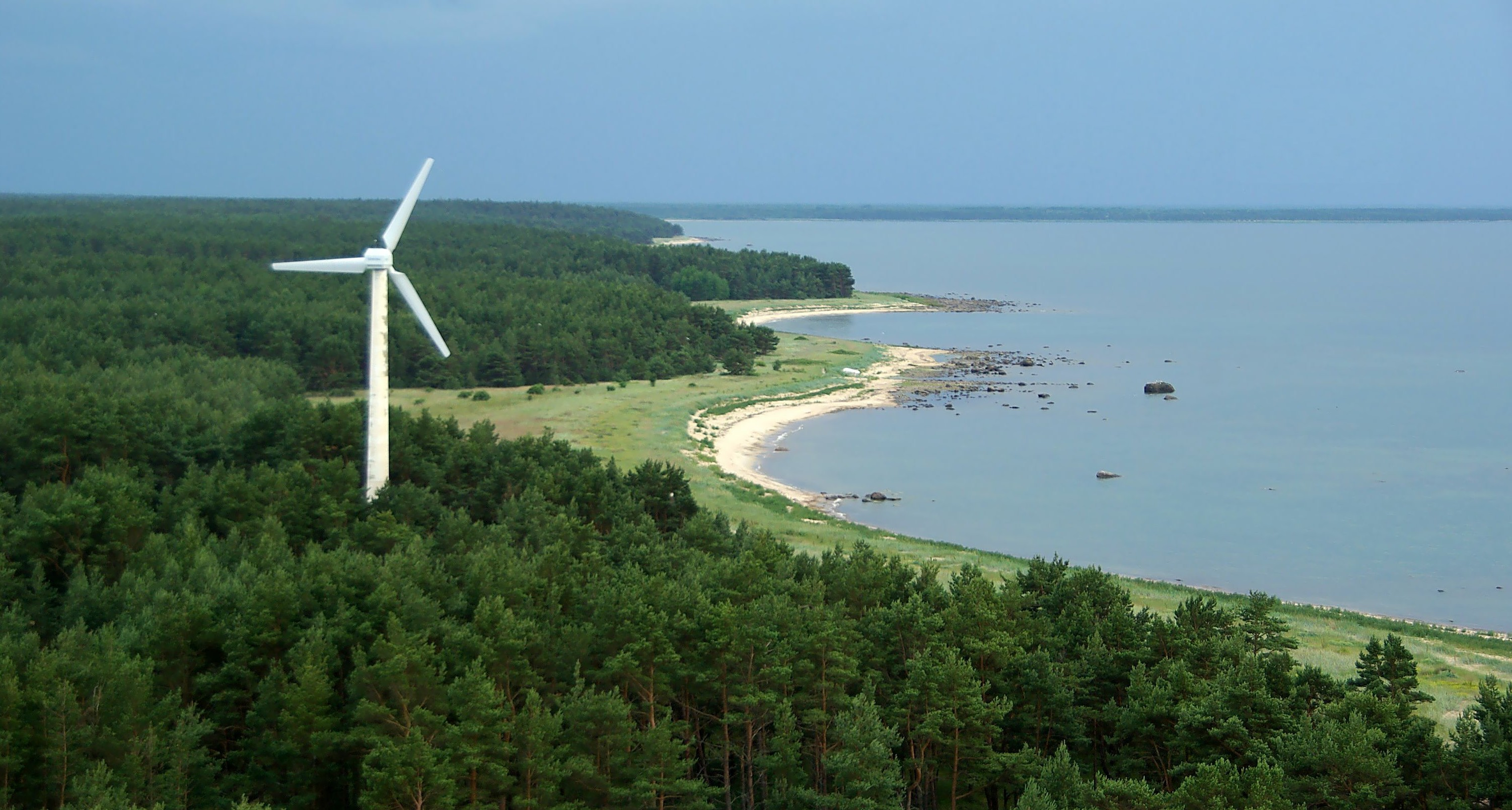
Windmolen
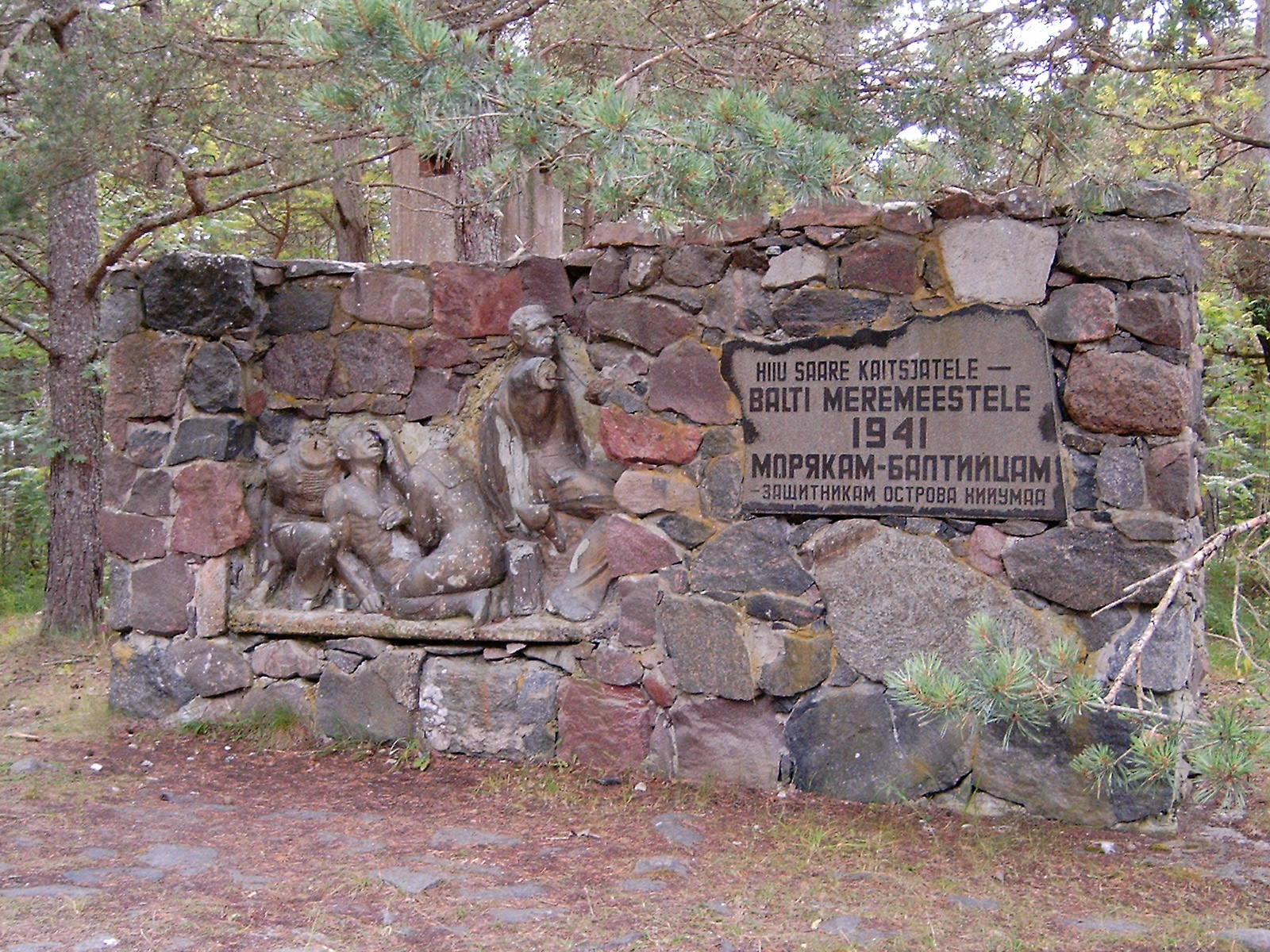
Monument voor de gevallen Sovjetmatrozen
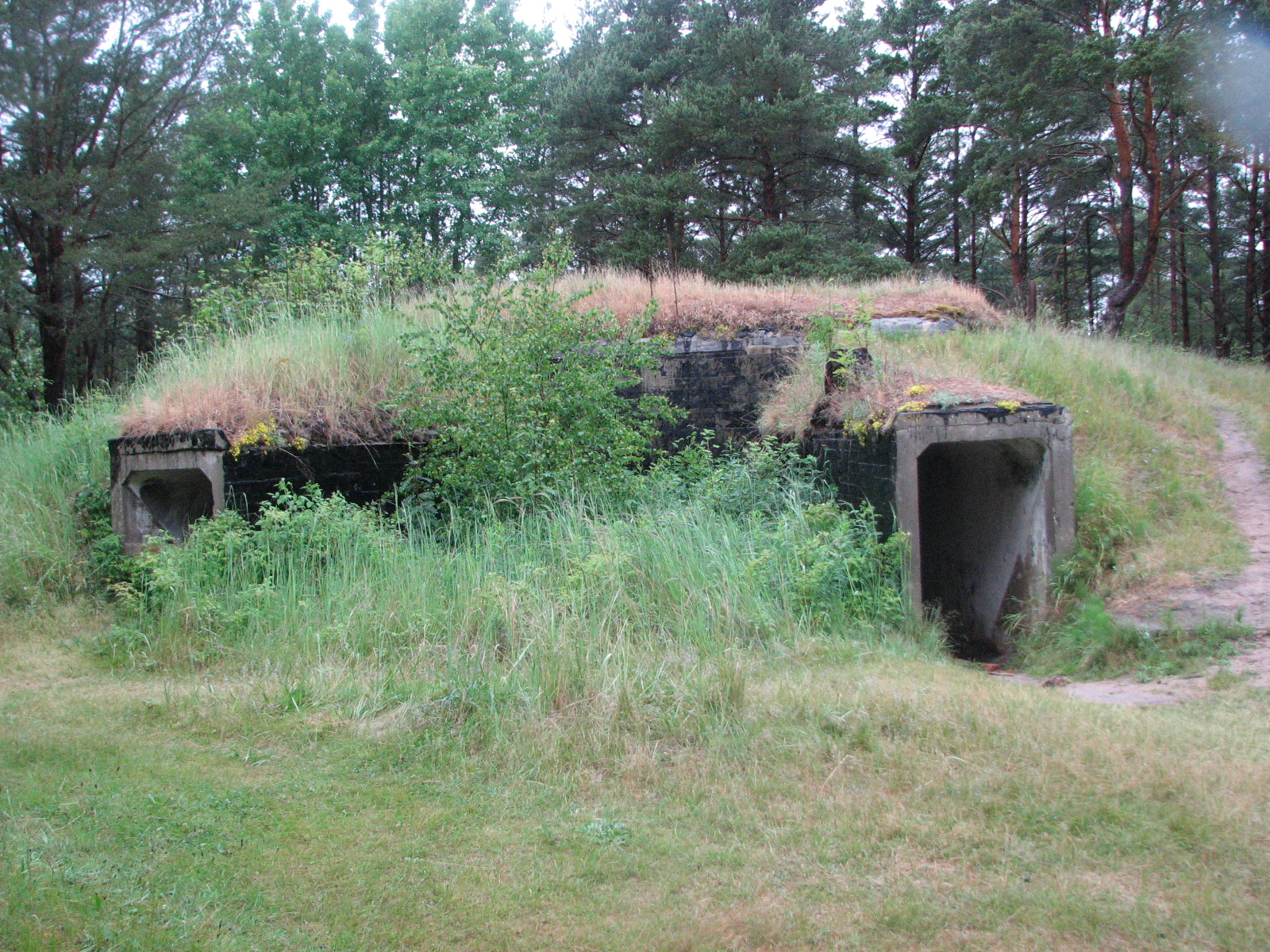
Voormalige Sovjetbunker
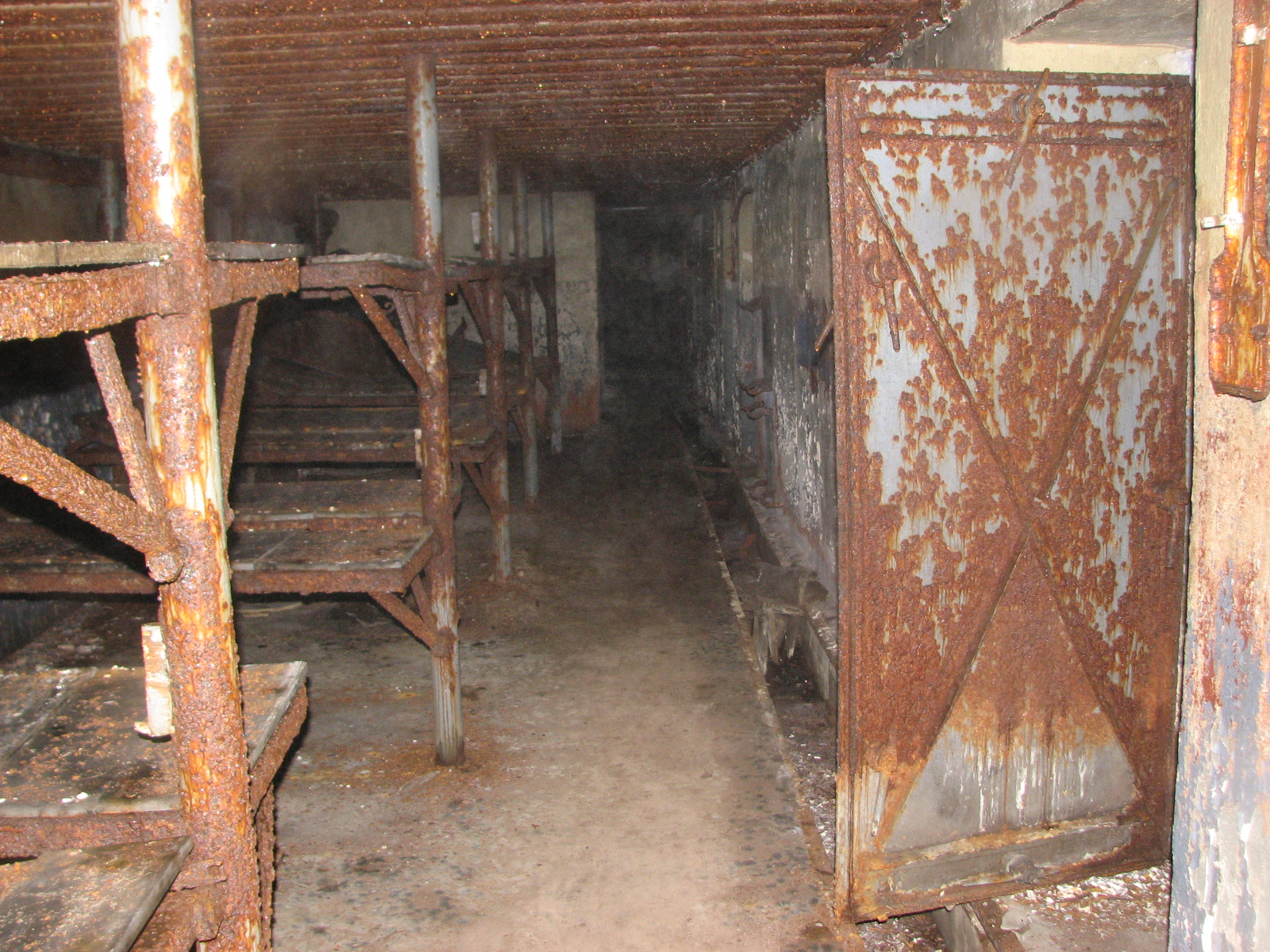
Restant van het interieur van een bunker
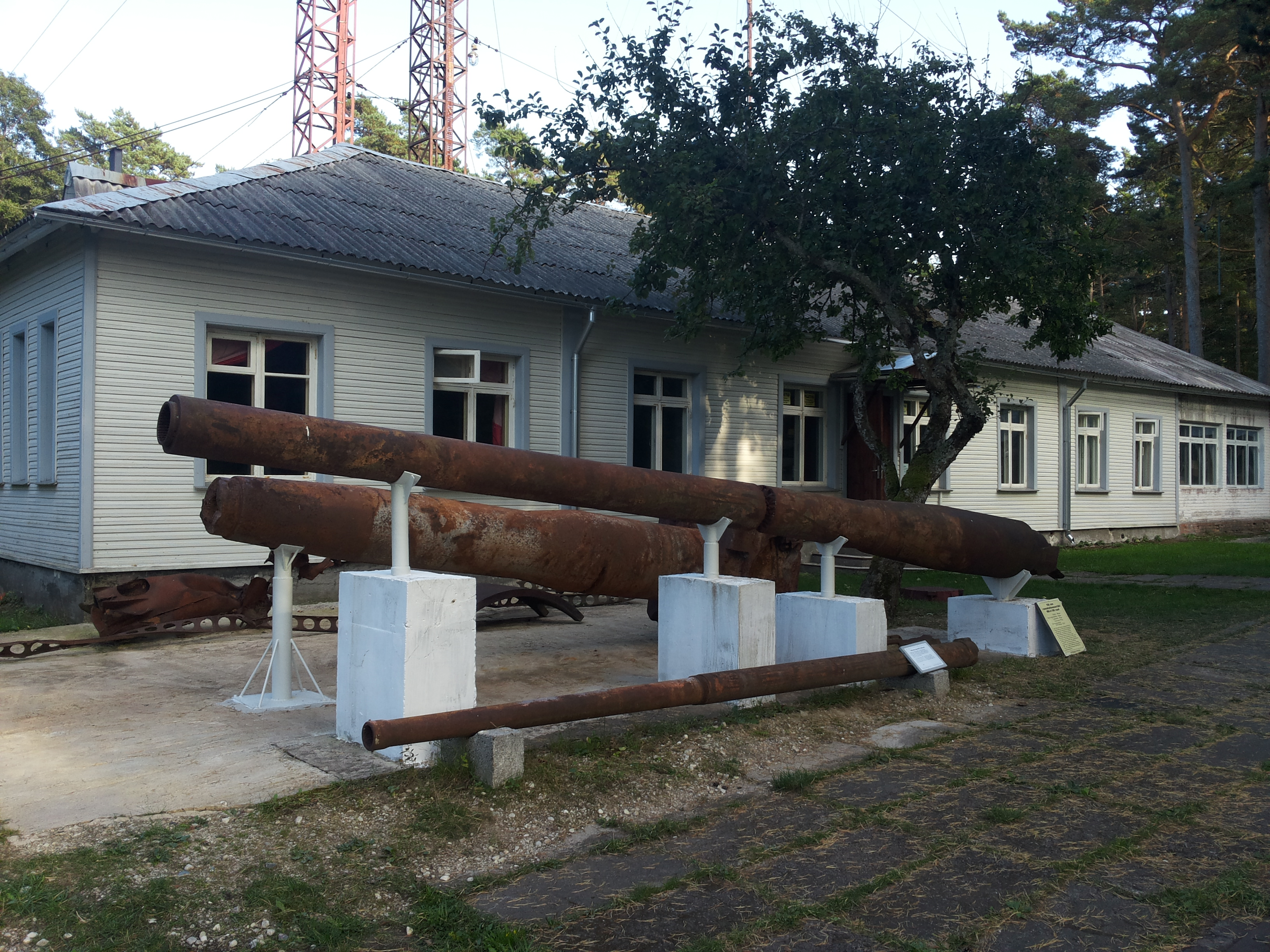
Militair museum